# IAAF World Relays 2019 - Staffetta 4×100 metri femminile
La staffetta 4×100 metri femminile si è tenuta l'11 e 12 maggio 2019. hanno partecipato 23 squadre divise in 3 batterie.

## Risultati
| Legenda | Q | Qualificati | q | Qualificati per ripescaggio | WL | World leading | CR | Record dei campionati | NR | Record nazionale | SB | Miglior prestazione stagionale | WC | Qualificati ai mondiali 2019 |

### Batterie
In finale le prime 2 di ogni batteria e i 2 migliori tempi.
| Pos | Batt | Nazione           | Atleti                                                                        | Tempo | Note       |
| --- | ---- | ----------------- | ----------------------------------------------------------------------------- | ----- | ---------- |
| 1   | 1    | Stati Uniti       | Mikiah Brisco, Ashley Henderson, Dezerea Bryant, Aleia Hobbs                  | 42.51 | Q, WL, *WC |
| 2   | 3    | Germania          | Lisa Marie Kwayie, Lisa Mayer, Gina Lückenkemper, Rebekka Haase               | 43.03 | Q, SB, *WC |
| 3   | 1    | Brasile           | Andressa Fidelis, Lorraine Martins, Franciela Krasucki, Vitoria Cristina Rosa | 43.07 | Q, SB, *WC |
| 4   | 3    | Giamaica          | Sherone Simpson, Natasha Morrison, Shashalee Forbes, Jonielle Smith           | 43.08 | Q, SB, *WC |
| 5   | 3    | Australia         | Sally Pearson, Maddie Coates, Riley Day, Naa Anang                            | 43.19 | q, SB, *WC |
| 6   | 3    | Italia            | Johanelis Herrera Abreu, Gloria Hooper, Anna Bongiorni, Irene Siragusa        | 43.40 | q, SB, *WC |
| 7   | 1    | Trinidad e Tobago | Kamaria Durant, Michelle-Lee Ahye, Reyare Thomas, Semoy Hackett               | 43.67 | SB, *WC    |
| 8   | 3    | Kazakistan        | Rima Kashafutdinova, Elina Mikhina, Svetlana Golendova, Olga Safronova        | 43.71 | *WC        |
| 9   | 2    | Danimarca         | Astrid Glenner-Frandsen, Ida Karstoft, Mette Graversgaard, Mathilde Kramer    | 43.90 | Q, NR, *WC |
| 10  | 3    | Irlanda           | Ciara Neville, Gina Akpe-Moses, Rhasidat Adeleke, Patience Jumbo Gula         | 44.02 | SB         |
| 11  | 2    | Ghana             | Flings Owusu-Agyapong, Gemma Acheampong, Persis William-Mensah, Halutie Hor   | 44.12 | Q, SB, *WC |
| 12  | 2    | Thailandia        | On-Uma Chattha, Khanrutai Pakdee, Tassaporn Wannakit, Supawan Thipat          | 44.24 |            |
| 13  | 1    | Giappone          | Anna Doi, Miku Yamada, Ichiko Iki, Naoka Miyake                               | 44.24 | SB         |
| 14  | 1    | Ucraina           | Hanna Plotitsyna, Hrystyna Stuy, Yana Kachur, Mariya Mokrova                  | 44.55 | SB         |
| 15  | 3    | Rep. Ceca         | Klára Seidlová, Marcela Pírková, Jana Slaninová, Lucie Domská                 | 44.67 | SB         |
| 16  | 3    | Ecuador           | Marina Poroso, Anahí Suárez, Marizol Landázuri, Ángela Tenorio                | 44.74 | SB         |
| 17  | 2    | Nigeria           | Joy Udo-Gabriel, Patience Okon George, Favour Ofili, Rosemary Chukwuma        | 45.07 | SB         |
|     | 1    | Polonia           | Kamila Ciba, Katarzyna Sokólska, Marika Popowicz-Drapała, Ewa Swoboda         | DNF   |            |
|     | 1    | Sudafrica         | Rose Xeyi, Tamzin Thomas, Justine Palframan, Tebogo Mamathu                   | DNF   |            |
|     | 2    | Francia           | Maroussia Paré, Sarah Richard Mingas, Cynthia Leduc, Carolle Zahi             | DNF   |            |
|     | 2    | Gran Bretagna     | Kristal Awuah, Desiree Henry, Ashleigh Nelson, Daryll Neita                   | DNF   |            |
|     | 1    | Cina              | Liang Xiaojing, Wei Yongli, Kong Lingwei, Ge Manqi                            | DQ    | R170.6(c)  |
|     | 2    | Canada            | Farah Jacques, Crystal Emmanuel, Shaina Harrison, Khamica Bingham             | DQ    | R170.7     |

### Finale
| Pos | Corsia | Nazione     | Atleti                                                                            | Tempo | Note | Punti |
| --- | ------ | ----------- | --------------------------------------------------------------------------------- | ----- | ---- | ----- |
| 1   | 5      | Stati Uniti | Mikiah Brisco, Ashley Henderson, Dezerea Bryant, Aleia Hobbs                      | 43.27 |      | 8     |
| 2   | 8      | Giamaica    | Gayon Evans, Natasha Morrison, Sashalee Forbes, Jonielle Smith                    | 43.29 |      | 7     |
| 3   | 7      | Germania    | Lisa Marie Kwayie, Alexandra Burghardt, Gina Lückenkemper, Rebekka Haase          | 43.68 |      | 6     |
| 4   | 6      | Brasile     | Ana Carolina Azevedo, Lorraine Martins, Franciela Krasucki, Vitoria Cristina Rosa | 43.75 |      | 5     |
| 5   | 2      | Italia      | Johanelis Herrera Abreu, Gloria Hooper, Anna Bongiorni, Irene Siragusa            | 44.29 |      | 4     |
| 6   | 3      | Australia   | Sally Pearson, Nana Owusu-Afriyie, Riley Day, Naa Anang                           | 44.62 |      | 3     |
| 7   | 9      | Ghana       | Flings Owusu-Agyapong, Gemma Acheampong, Persis William-Mensah, Halutie Hor       | 44.77 |      | 2     |
| 8   | 4      | Danimarca   | Louise Østergaard, Astrid Glenner-Frandsen, Mette Graversgaard, Mathilde Kramer   | 45.32 |      | 1     |